# شرکت نرم‌افزاری لوتوس
شرکت نرم‌افزاری لوتوس (انگلیسی: Lotus Software پیش از اکتساب از سوی آی‌بی‌ام شرکت توسعهٔ لوتوس انگلیسی: Lotus Development Corporation) شرکتی نرم‌افزاری در ماساچوست آمریکا بود که بیشتر بخاطر ساخت نرم‌افزار صفحه گستردهٔ لوتوس ۱-۲-۳ شناخته می‌شود.
این شرکت در سال ۱۹۸۲ توسط جاناتان ساچس و میچ کیپور تأسیس شد.
در روزهای آغازین آی‌بی‌ام پی‌سی که هیچ واسط گرافیکی کاربری موجود نبود، لوتوس ۱-۲-۳ اولین محصولی بود که با قابلیت‌های پرشمار، سهولت کاربری، اطمینان‌پذیری، و امکان دریافت عین مشاهده به‌طور گسترده در دسترس کاربران قرار داشت. بعدها شرکت لوتوس با همکاری شرکت آیریس نرم‌افزار لوتوس نوتس را به بازار عرضه کرد که سامانه‌ای برای مدیریت ایمیل و انجام کارهای گروهی بود. آی‌بی‌ام در سال ۱۹۹۵ این شرکت را به مبلغ ۳٫۵ میلیارد دلار آمریکا خرید. هدف آی‌بی‌ام از این اکتساب بدست‌آوردن لوتوس نوتس و حضور در بخش رایانش سرویس‌گیرنده-سرویس‌دهنده بود که در آن زمان محصولات مبتنی بر مدل سرویس‌دهنده (مثل آفیس‌ویژن آی‌بی‌ام) را تهدید می‌کرد.
علت نامگذاری این شرکت به نام لوتوس (برگرفته از حالت نیلوفری) علاقهٔ بنیانگذار آن میچ کیپور به مدیتیشن و یوگا بود. شرکت بورلند که رقیب لوتوس در بازار صفحه گسترده‌ها بود نیز اسم رمز نرم‌افزار خود را بودا گذاشته بود تا «موقعیت لوتوس را بگیرد.»